# 톈진 R&F 광둥 타워
톈진 R&F 광동 타워는 중화인민공화국 톈진에 보류중인 마천루이다. 건설은 조금씩 느려지다 결국 중단되었다.

## 같이 보기
- 중화인민공화국의 마천루 목록